# Camacha
Camacha ist eine Gemeinde im Kreis Santa Cruz auf der portugiesischen Insel Madeira.
Camacha ist das Zentrum der madeirischen Korbflechtkunst, allerdings ist das Korbflechtzentrum (Stand Juli 2023) geschlossen. Außerdem ist es bekannt für sein alljährliches Apfelfest und seine Folkloreformationen.
Camacha hat eine Fläche von 19,8 km² und 6239 Einwohner (Stand 19. April 2021). Die Bevölkerungsdichte beträgt 315,6 Einwohner/km². Camacha liegt ein paar Kilometer landeinwärts auf einer Höhe von ca. 700 m ü. M. an der Straße, welche die Inselhauptstadt Funchal mit Santo António da Serra verbindet. Haupterwerbszweig ist die Landwirtschaft. Das Gemeindegebiet grenzt an den Atlantik im Süden, nördlich schließt sich der gebirgige Teil Madeiras an.

## Angrenzende Gemeinden
- Porto da Cruz, Nordosten
- Santa Cruz, Nordosten
- Gaula, Osten
- Caniço, Südosten
- Santa Maria Maior, Südwesten
- Monte, Westen/Nordwesten